# Raiffeisenbank Bobingen
Die Raiffeisenbank Bobingen eG ist eine Genossenschaftsbank mit Sitz in der bayerischen Stadt Bobingen im Landkreis Augsburg.

## Geschichte
Die heutige Raiffeisenbank Bobingen eG wurde am 1. April 1897 gegründet und fusioniert zuletzt im Jahr 1999 mit der Raiffeisenbank Großaitingen-Wehringen eG mit dem Sitz in Großaitingen. 
Die Raiffeisenbank Bobingen eG fusionierte 1992 mit der Raiffeisenbank Inningen eG mit dem Sitz in Inningen sowie als Raiffeisenbank Bobingen eGmbH im Jahr 1969 mit der Raiffeisenbank Reinhartshausen-Burgwalden-Hardt eGmbH mit dem Sitz in Reinhartshausen und der Raiffeisenbank Oberottmarshausen eGmbH mit dem Sitz in Oberottmarshausen. Im Jahr 1943 fusionierte bereits die Raiffeisenkasse Straßberg eGmbH mit dem Sitz in Straßberg mit der Raiffeisenbank Bobingen eGmbH.
Raiffeisenbank Großaitingen-Wehringen eG entstand im Jahr 1992 durch die Fusion der Raiffeisenbank Großaitingen eG mit der Raiffeisenbank Wehringen eG mit dem Sitz in Wehringen.

## Rechtsverhältnisse
Die Raiffeisenbank Bobingen eG ist im Genossenschaftsregister beim Amtsgericht Augsburg unter GnR 1544 eingetragen.

## Organisationsstruktur
Rechtsgrundlagen sind das Genossenschaftsgesetz und die durch die Vertreterversammlung beschlossene Satzung. Organe der Bank sind der Vorstand, der Aufsichtsrat und die Vertreterversammlung.

## Sicherungseinrichtung
Die Raiffeisenbank Bobingen eG ist der amtlich anerkannten Sicherungseinrichtung des Bundesverbandes der Deutschen Volksbanken und Raiffeisenbanken GmbH und der zusätzlichen freiwilligen Sicherungseinrichtung des Bundesverbandes der Deutschen Volksbanken und Raiffeisenbanken e.V. angeschlossen.

## Geschäftsausrichtung
Die Raiffeisenbank Bobingen eG betreibt das Universalbankgeschäft. Im Verbundgeschäft arbeitet sie mit der DZ Bank, R+V Versicherung, Bausparkasse Schwäbisch Hall, Teambank, VR Leasing, DZ Hyp und der Union Investment zusammen.

## Geschäftsgebiet
Das Geschäftsgebiet liegt im Süden des Landkreises Augsburg.
An diesen Orten betreibt die Bank Filialen:
- Bobingen (Hauptstelle, jur. Sitz)
- Großaitingen (Geschäftsstelle)
- Inningen (Geschäftsstelle)
- Wehringen (Geschäftsstelle)